# Bundesautobahn 623
Bundesautobahn 623 (em português: Auto-estrada Federal 623) ou A 623, é uma auto-estrada na Alemanha.
A Bundesautobahn 623 tem 11,9 km de comprimento.

## Estados
Estados percorridos por esta auto-estrada:
- Sarre